# Bredenbek (Nehmten)
Bredenbek ist ein Ortsteil von Nehmten, im Amt Großer Plöner See, Kreis Plön, Schleswig-Holstein.

## Allgemeines
Das kleine Dorf liegt südlich von Nehmten in der Nähe des Plöner Sees. Erstmals erwähnt wurde es im Jahre 1649.

## Sonstiges
In Bredenbek gibt es das Gemeindehaus, es beherbergt das Feuerwehrfahrzeug und den Kindergarten Liliput.